# Max Schlosser (Paläontologe)
Max Schlosser (* 5. Februar 1854 in München; † 7. Oktober 1932 in München) war ein deutscher Paläontologe.
Schlosser war der Sohn eines königlich-bayerischen Bataillonsarztes und besuchte das Ludwigsgymnasium in München. Ab 1873 studierte er Naturwissenschaften an der Universität München und der TH München mit der Lehramtsprüfung 1878 und der Promotion bei Karl von Zittel in Paläontologie 1880 über die jurassische Fauna des Kelheimer Diceras-Kalkes. 1884 ging er mit Empfehlung von Zittel zu Othniel Charles Marsh ans Peabody Museum of Natural History, kehrte aber ein Jahr später nach einer Erkrankung zurück. Er war Assistent bei Zittel und wurde 1890 Kustos, 1900 zweiter Konservator und danach Hauptkonservator. 1924 ging er in den Ruhestand, arbeitete aber ehrenamtlich weiter an der Bayerischen Staatssammlung.
Er war ein zu seiner Zeit führender Experte für die europäischen Säugetiere des Tertiärs in Deutschland. Unter anderem grub er Höhlenlöwen und Höhlenbären aus. Er arbeitete auch über fossile Säuger aus China (aus Aufkäufen von sogenannten Drachenknochen in chinesischen Apotheken, publiziert 1903). Daraus beschrieb er 1904 unter anderem eine neue Säbelzahnkatzenart (Paramachairodus maximiliani). Er bearbeitete den Band über Wirbeltierpaläontologie in den Grundzügen der Paläontologie seines Lehrers Zittel. 1895 bis 1904 war er Mitarbeiter des Neuen Jahrbuchs für Mineralogie, Geologie und Paläontologie.

## Schriften (Auswahl)
- Die Fauna des Kelheimer Diceras-Kalkes. Erste Abtheilung: Vertebrata, Crustacea, Cephalopoda und Gastropoda. In: Palaeontographica. Band 28, Zweite Lieferung, August 1881, Taf. VIII–XIII, S. 41–110 (archive.org).
- Die Nager des europäischen Tertiärs. In: Palaeontographica. Band 31, 1884, 1-140 (archive.org).
- Die Affen, Lemuren, Chiropteren Insectivoren ... des europäischen Tertiärs. Beiträge zur Paläontologie Österreich-Ungarns und des Orients, Band 6, 1887, S. 1–224 (archive.org) und Band 7, 1888, S. 1–192 (archive.org).
- Das Triasgebiet von Hallein. In: Zeitschrift der Deutschen geologischen Gesellschaft. Band 50, Berlin 1898, 333–384, Tafel XII – XIII  (archive.org).
- Zur Geologie des Unterinntales. In: Jahrbuch der Geologischen Reichsanstalt. 1909, S. 525–574 (archive.org).
- mit Ferdinand Birkner, Hugo Obermaier: Die Bären- oder Tischoferhöhle im Kaisertal bei Kufstein. In: Abhandlungen der Bayerischen Akademie der Wissenschaften. Mathematisch-naturwissenschaftliche Klasse. Band 24, Teilband 2, 1910, S. 387–506 (zobodat.at [PDF]).
- Beiträge zur Kenntnis der oligozänen Landsäugetiere aus dem Fayum (Aegypten). In: Beiträge zur Paläontologie und Geologie Österreich-Ungarns und des Orients. Band 24, 1911, S. 51–167 (zobodat.at [PDF]).
- Führer durch die Münchener Paläontologische Staatssammlung. 1912.
- Die Eocänfaunen der bayerischen Alpen. In: Abhandlungen der Bayerischen Akademie der Wissenschaften. Mathematisch-naturwissenschaftliche Klasse. Band 30, 1925, Teilband 1, S. 1–207 (zobodat.at [PDF]), Teilband 2, S. 1–68 (zobodat.at [PDF]).